# Sigitas Geda
Sigitas Zigmas Geda (Paterai, 4 febbraio 1943 – Vilnius, 12 dicembre 2008) è stato uno scrittore lituano.

## Biografia
Esordì nel 1966 con Orme, acquistando ulteriore notorietà con Oratorio panteista (1970). Nel 1984 assurse all'onore delle cronache il suo componimento Lo storno sotto la luna, che nel 1994 gli valse, insieme ad altre poesie, il Premio Nazionale Lituano.

## Opere
- Parole che non potrei proferire, traduzione di Pietro Umberto Dini, Bologna, In forma di parole, 2007.